# Nikos Mīlas
Nikolaos Mīlas, detto Nikos (in greco Νικόλαος "Νίκος" Μήλας?; Atene, 9 luglio 1928 – Nea Smyrnī, 22 luglio 2019), è stato un cestista e allenatore di pallacanestro greco.

## Carriera
Con il Panathinaikos ha vinto tre volte il campionato greco (1950, 1951 e 1954). Con la maglia della Grecia ha collezionato 8 presenze e 5 punti tra il 1949 e il 1952, vincendo la medaglia di bronzo agli Europei 1949; ha disputato inoltre gli Europei 1951 e le Olimpiadi del 1952.
Da allenatore ha guidato l'AEK Atene alla conquista della Coppa delle Coppe 1967-1968 e di 2 campionati (1968 e 1970). Nel 1961 e nel 1962 aveva vinto il titolo greco alla guida del Panathinaikos.

## Palmarès

### Giocatore
- Campionato greco: 3

Panathinaikos: 1949-50, 1950-51, 1953-54
- Europei: 3º posto

1949

### Allenatore
- Campionato greco: 4

Panathinaikos: 1960-61, 1961-62
AEK Atene: 1967-68, 1969-70
- Coppa delle Coppe: 1

AEK Atene: 1967-68